# Bellator 245
Bellator 245: Davis vs. Machida 2 è stato un evento di arti marziali miste tenuto dalla Bellator MMA l'11 settembre 2020 al Mohegan Sun Arena di Uncasville negli Stati Uniti.

## Risultati
|                  | Divisione               |                 |           |                 | Metodo                                      | Round     | Tempo     | Premio    |
| Main card        | Main card               | Main card       | Main card | Main card       | Main card                                   | Main card | Main card | Main card |
| ---------------- | ----------------------- | --------------- | --------- | --------------- | ------------------------------------------- | --------- | --------- | --------- |
|                  | Pesi mediomassimi       | Phil Davis      | batte     | Lyoto Machida   | Decisione non unanime (28-29, 29-28, 29-28) | 3         | 5:00      |           |
|                  | Catchweight (150.7 lbs) | Cat Zingano     | batte     | Gabby Holloway  | Decisione unanime (29-27, 30-26, 30-26)     | 3         | 5:00      |           |
|                  | Pesi medi               | Taylor Johnson  | batte     | Ed Ruth         | Sottomissione (inverted heel hook)          | 1         | 0:59      |           |
|                  | Pesi welter             | Raymond Daniels | vs.       | Peter Stanonik  | No Contest (colpo all'inguine accidentale)  | 2         | 1:00      |           |
| Card Preliminare |                         |                 |           |                 |                                             |           |           |           |
|                  | Pesi mediomassimi       | Alex Polizzi    | batte     | Rafael Carvalho | Decisione unanime (30-27, 30-27, 30-27)     | 3         | 5:00      |           |
|                  | Catchweight (149 lbs)   | Leslie Smith    | batte     | Amanda Bell     | Decisione unanime (29-28, 29-28, 29-28)     | 3         | 5:00      |           |
|                  | Pesi massimi            | Tyrell Fortune  | vs.       | Jack May        | No Contest (colpo all'inguine accidentale)  | 1         | 2:42      |           |
|                  | Catchweight (143 lbs)   | Keith Lee       | batte     | Vinicius Zani   | Decisione unanime (30-27, 29-28, 29-28)     | 3         | 5:00      |           |